# Bugari
Bugari (en persan : بوگري romanisé en Būgarī) est un village de la province du Khouzistan en Iran. Lors du recensement de 2006, sa population était de 375 habitants pour 63 familles.